# Love Is All We Need
"Love Is All We Need" é uma canção de 1997 da cantora de R&B Mary J. Blige. Foi lançada como o primeiro single do terceiro álbum de Blige, Share My World, e apresenta um rap de Nas.

## Vídeo clipe
O vídeo clipe foi filmado em Nova Iorque entre 24 e 25 de Fevereiro de 1997, onde Mary está em um escritório cantando sua estrofe e uma segunda cena foi em um show de moda, Nas está em uma cadeira chique cantando a sua estrofe e a terceira cena é onde Mary está no topo de um telhado no final da canção.

## Performance nas paradas musicais
| Parada musical (1997)                              | Melhor posição |
| -------------------------------------------------- | -------------- |
| Estados Unidos (Billboard Radio Songs)             | 43             |
| Estados Unidos (Billboard Dance Club Songs)        | 1              |
| Estados Unidos (Billboard Hot R&B/Hip-Hop Airplay) | 5              |
| Estados Unidos (Rhythmic Top 40)                   | 11             |
| Reino Unido (UK Singles Chart)                     | 15             |
| Nova Zelândia (Recorded Music NZ)                  | 7              |
| Países Baixos (Single Top 100)                     | 90             |
| Suécia (Sverigetopplistan)                         | 31             |

## Créditos
- Vocais principais por Mary J. Blige
- Vocais de fundo por Mary J. Blige e LaTonya Blige-DaCosta
- Rap escrito e interpretado por Nas
- Produzido por Jimmy Jam & Terry Lewis

| Precedido por "Fable" de Robert Miles | Single número um na parada Billboard Hot Dance Club Play em 1997 14 de Junho de 1997 | Sucedido por "It's No Good" de Depeche Mode |